# Тейс тер Горст
Тейс тер Горст (нід. Thijs ter Horst; нар. 18 вересня 1991, Алмело або Нейвердал) — нідерландський волейболіст, догравальник, гравець національної збірної та південнокорейського клубу «Suwon KEPCO Vixtorm».

## Життєпис
Народився 18 вересня 1991 року в Алмелі (за іншими даними — у Нейвердалі).
У сезоні 2008—2009 був гравцем нідерландського клубу «Ландстеде Воллейбол» (Landstede Volleyball), у 2009—2010 — «Вебтон Твенте» (Webton Twente, Генгело), у 2010—2011 — «Active Living Orion» (або «Langhenkel Volley», Дутінхем), у 2011—2014 грав у Вероні (назви клубу — «Мармі Лянца», «Кальцедонія»), у 2014—2016 — Lpr Volley Piacenza
(2014—2016). Сезон 2016—2017 розпочав у лавах південнокорейського ВК «Самсунґ Блюфанґс» (Samsung Bluefangs, Теджон), де грав до кінця сезону 2018—2019. У сезоні 2019—2020 захищав барви клубу «Консар» (Consar, Равенна), наступні два — італійського ВК «Sir Safety Umbria Volley» з Перуджі (тут був одноклубником капітана національної збірної України Олега Плотницького). Із сезону 2022—2023 є гравцем південнокорейського клубу «Suwon KEPCO Vixtorm».

### Досягнення

#### Клубні
- Володар Суперкубка Італії 2020
- Володар Кубка Італії 2021

#### У збірній
- Переможець Євроліги 2012
- Бронзовий призер Євроліги 2019